# Mojavia achemonalis
Mojavia achemonalis là một loài bướm đêm trong họ Crambidae.